# Gare de Tonyà
La gare de Tonyà (en catalan : estació de Tonyà) est une ancienne gare ferroviaire espagnole de la ligne Barcelone - Gérone - Portbou. Elle est située en plein milieu de la plaine de l'Empordà, au milieu d'un champ, sur le territoire de la commune de Garrigàs, dans la comarque de l'Alt Empordà, en Catalogne.

## Situation ferroviaire
Établie à 52,9 mètres d'altitude, la gare de Tonyà est située au point kilométrique (PK) 64,571 de la ligne Barcelone - Gérone - Portbou dans sa section entre Maçanet-Massanes et Cerbère, entre les gares en service de Vilamalla et de Sant Miquel de Fluvià. 

## Histoire
Gare fermée a une date indéterminée.

## Patrimoine ferroviaire
La gare était composée de deux voies principales et de deux quais latéraux, la gare possédait un bâtiment à droite des voies en direction de Figueras, actuellement, il ne reste que des vestiges des quais et des éclairages typique de l'époque.